# Home of Franklin D. Roosevelt National Historic Site

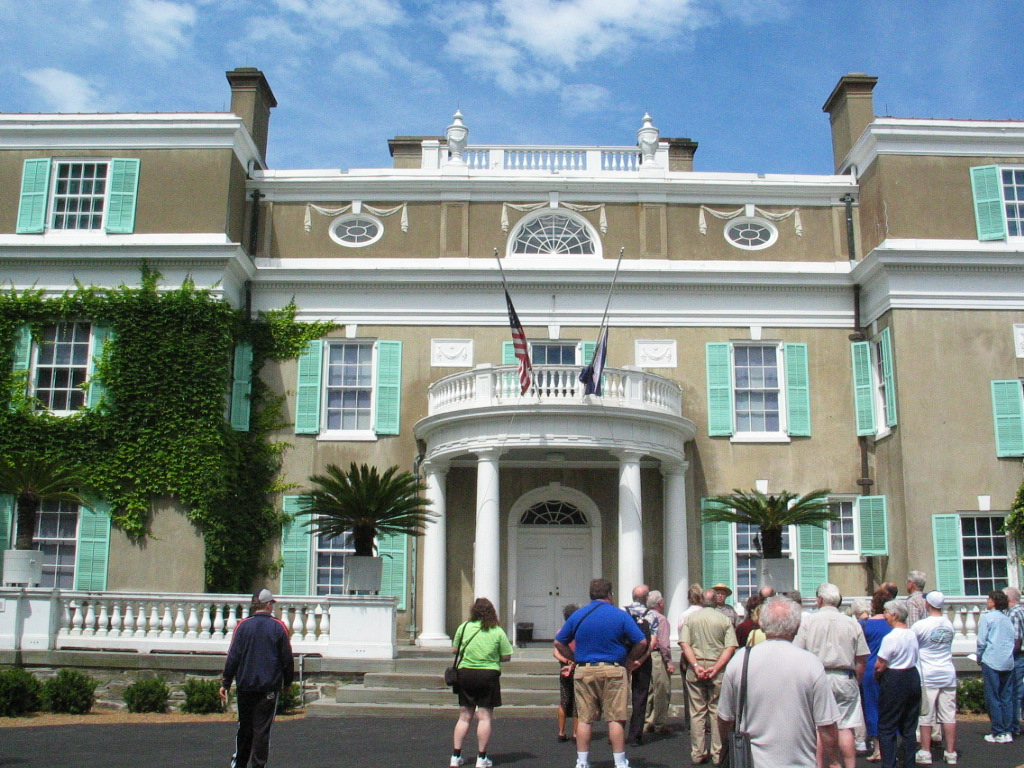
Vorderseite von Roosevelts Haus (2004)

Home of Franklin D. Roosevelt National Historic Site ist das Anwesen Springwood in Hyde Park, New York. Springwood war das Geburtshaus und lebenslanger Wohnsitz sowie ist die Begräbnisstätte des 32. Präsidenten der Vereinigten Staaten Franklin D. Roosevelt. Die National Historic Site wurde 1945 eingerichtet.

## Geschichte Springwoods
Das Land, auf dem Springwood liegt, war ursprünglich Teil eines Landkaufs, der das ganze Gebiet zwischen dem Hudson River im Westen und der Grenze zu Connecticut im Osten abdeckte. Die Fläche dieses Great Nine Partners Patent belief sich auf 567 km², die neun Geschäftsleute aus New York City 1697 von der Englischen Krone erhielten. Um allen Partnern einen gleichwertigen Zugang zum Fluss zu gewährleisten, wurde das Land am Fluss in neun Wasserparzellen aufgeteilt. Springwood befindet sich auf einer solchen Parzelle, deren ursprünglicher Eigentümer ein Partner namens William Creed war.

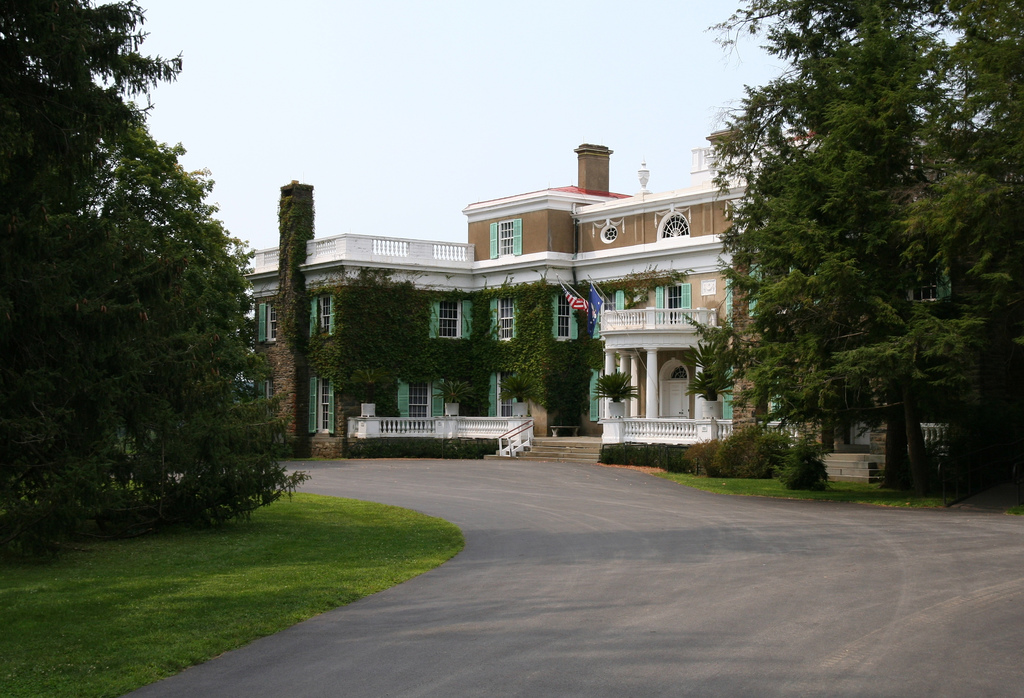
Das Haus, in dem Franklin Delano Roosevelt mit seiner Familie lebte, ist heute eine National Historic Site.

Während die frühe Geschichte des Hauses auf Springwood unklar bleibt, geht man davon aus, dass der Mittelteil des heute bestehenden Gebäudes ein um 1800 im Federal Style erbautes großes Farmhaus ist. Der Grundbesitz wurde 1845 von dem New Yorker Kaufmann Josiah Wheeler gekauft. Wheeler ließ das Haus umbauen und im damals modernen Italianate- bzw. italienischen Villenstil gestalten, etwa durch den dreistöckigen Turm am Südende und die Plätze an der Vorder- und Rückseite, die über die volle Länge des Hauses reichen. Nach diesem Umbau hatte das Haus insgesamt 15 Zimmer.
Der Grundbesitz, zu dem auch 2,5 km² Land gehörten, wurde 1866 in diesem Zustand von Franklin D. Roosevelts Vater, James Roosevelt, Sr. zum Preis von 40.000 US-Dollar (1866; inflationsbereinigt 704.000 US-Dollar) gekauft. Damals gab es bereits einen Stall und eine Pferderennbahn, was für James Roosevelt wichtig war, weil er an der Pferdezucht ein großes Interesse hatte. Vom Kauf des Hauses an bis zu seinem Tod 34 Jahre später ließ James Roosevelt vielerlei Verbesserungen an dem Haus ausführen, darunter die Vergrößerung des Flügels für die Dienstboten und zwei weitere Zimmer. Er ließ auch eine Remise in der Nachbarschaft errichten.

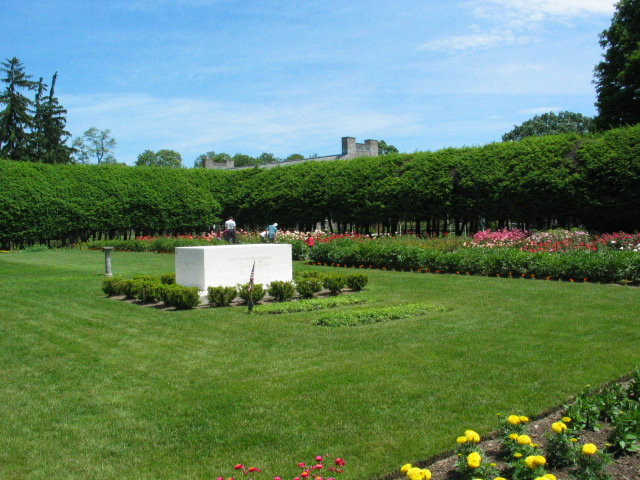
Das Grab von Franklin Delano Roosevelt

1915 nahm Franklin D. Roosevelt zusammen mit seiner Mutter Sara die letzte wichtige Vergrößerung des Hauses in Angriff, bei der es erneut umgebaut wurde, um seine wachsende Familie unterzubringen, aber auch um eine Stätte zu schaffen, wo er seine politischen Verbündeten zu Gast bitten konnte, die seine Ambitionen unterstützten. Viele der Einfälle für das neue Design des Anwesens stammten von Roosevelt selbst; da aber die Baumaßnahmen von seiner Mutter Sara finanziert wurden, musste sie Kompromisse eingehen, die auch finanzielle Aspekte betrafen. Mit dem Entwurf beauftragte sie das Architekturbüro Hoppin and Koen aus New York City. Die Größe des Hauses wurde durch die beiden großen Seitenflügel aus Feldsteinen, die von Franklin D. Roosevelt entworfen wurden, sowie den Turm und ein drittes Stockwerk mit Flachdach mehr als verdoppelt. Die verschindelte Außenfassade wurde durch Putz ersetzt und der größte Teil der Veranda wich einer mit Feldsteinen gepflasterten Terrasse mit Balustrade und einem kleinen, von Säulen getragenen Portikus am Eingang. Diese Veränderungen gaben dem Haus das Aussehen eines Herrensitzes im Stil des Colonial Revival. Im Inneren blieb beim Ausbau viel vom ursprünglichen Grundriss erhalten. Das Design war primär auf die Unterbringung von Roosevelts wachsender Sammlung von Büchern, Gemälden, Briefmarken und Münzen ausgerichtet. Der Umbau wurde nach einem Jahr 1916 abgeschlossen. Franklin D. Roosevelt änderte auch das Aussehen des umgebenden Grundstückes, indem er ausgiebig Bäume pflanzte. Zwischen 1911, als er mit den Pflanzungen in großem Stil begann, und seinem Tod 1945 wurden mehr als 400.000 Bäume auf dem Anwesen gepflanzt. Schließlich wurden große Teile des Grundbesitzes zu einer Versuchsforststation unter Beteiligung der betreffenden Fakultät der Syracuse University.
Zwei Jahre vor seinem Tod schenkte Franklin D. Roosevelt 1943 den Grundbesitz dem amerikanischen Volk, unter der Bedingung, dass seine Familie ein lebenslanges Recht zur Nutzung des Anwesens behielt. Nachdem die Familie Roosevelts auf dieses Recht verzichtete, wurde das Anwesen am 21. November 1945 an das Innenministerium der Vereinigten Staaten übertragen. Seitdem wird der Grundbesitz vom National Park Service als eine National Historic Site verwaltet und ist für die Öffentlichkeit zugänglich. Im Oktober 1966 wurde sie als Historic District in das National Register of Historic Places eingetragen. Am 9. Dezember 1997 erhielt das zur National Historic Site gehörende Top Cottage, ein kleineres barrierefreies Haus, den Status eines National Historic Landmarks. 2005 umfasste die Einrichtung mehr als 3 km² und wurde von 108.611 Besuchern besichtigt.

## Nutzung durch Franklin D. Roosevelt
Franklin D. Roosevelt wurde in dem damaligen Turmschlafzimmer im zweiten Stock am Südende des Hauses geboren. Dieses diente damals als Hauptschlafzimmer. Das Zimmer, in dem er und später seine Söhne während ihrer Kindheit schliefen, befand sich in der Nähe auf derselben Etage. Nachdem Roosevelt 1905 Eleanor Roosevelt heiratete, lebte das junge Paar mit Roosevelts Mutter in diesem Haus. Das Anwesen blieb der Lebensmittelpunkt Roosevelts in allen Phasen seiner Karriere. Während seiner Präsidentschaft kam er fast 200-mal zu Besuch. Das Anwesen diente im Sommer als Ersatz für das Weiße Haus und der Präsident empfing hier seine politischen Freunde und andere prominente nationale und internationale Gäste. Als im Juni 1939 König Georg VI. und seine Frau Elizabeth den ersten Staatsbesuch eines regierenden britischen Monarchen in den Vereinigten Staaten machten, war das Königspaar in Springwood untergebracht. Franklin D. Roosevelt nutzte das Anwesen als Rückzugsort für sich und seine Freunde am Wahlabend aller Präsidentschaftswahlen, in denen er kandidierte. Nachdem die eingehenden Ergebnisse darauf hinwiesen, dass er die Wahl gewonnen hatte, ging er auf die Terrasse auf der Vorderseite des Hauses, wo er die Rede hielt, in der er sich zum Wahlsieger erklärte. Franklin D. Roosevelts letzter Besuch in Springwood erfolgte in der letzten Märzwoche 1945, etwa zwei Wochen bevor er starb. Auf seinen Wunsch hin wurde er am 15. April 1945 im Rosengarten beerdigt. Seine Frau Eleanor wurde nach ihrem Tod 1962 an seiner Seite begraben.

## Räume

### Eingangshalle

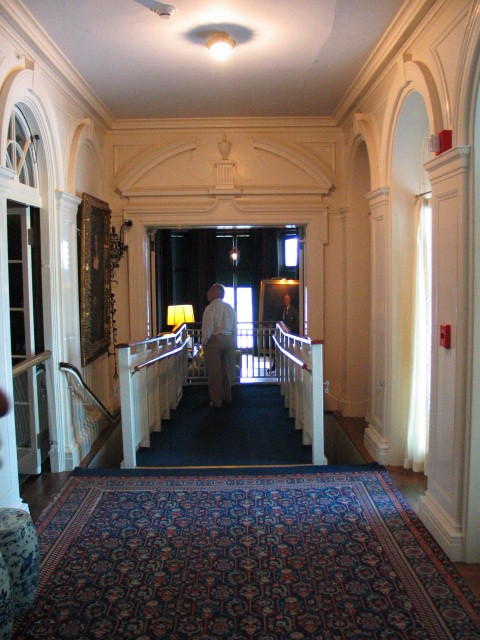
Eingangshalle

Die Wände der Eingangshalle sind weitgehend mit Stücken aus Franklin D. Roosevelts Gemäldesammlung bedeckt. Gezeigt werden vor allem Bilder zur Marinegeschichte und einige historische Karikaturen. Außerdem werden hier ausgestopfte Vögel aus der Jugendzeit Roosevelts aufbewahrt. Eine Statue zeigt ihn im Alter von 29 Jahren. In der Ecke hinter der Haupttreppe befindet sich ein manuell betriebener Aufzugskorb, den der behinderte Präsident nutzte, um sich zwischen den Stockwerken zu bewegen.

### Esszimmer und Bibliothek

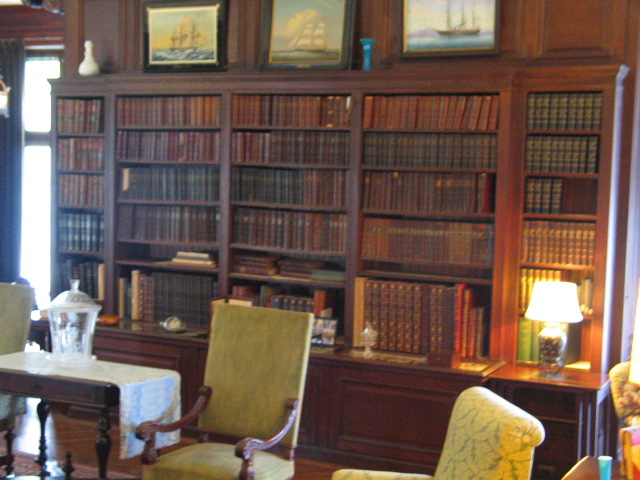
In der Bibliothek

Dieser Raum war der Platz, an dem Franklin D. Roosevelt an seinen Sammlungen arbeitete, die eine persönliche Bibliothek von 14.000 Bänden, mehr als 2000 Gemälde, Drucke und Lithographien über die Marine, mehr als 300 ausgestopfte Vögel, über 200 Schiffsmodelle, 1,2 Millionen Briefmarken und tausende von Münzen, Banknoten, Abzeichen und Medaillen umfasste.

### Musikzimmer
Das Musikzimmer, das wegen der Herkunft eines Teils des hier vorhandenen Porzellans auch Dresden Room genannt wird, ist ein Salon, der viele Stücke China-Porzellan und Lackschnitzereien enthält. Diese stammen aus der Zeit, in der die Familie von Franklin D. Roosevelts Mutter sich in China aufhielt, wo ihr Vater viel Geld im Handel verdiente. Zusammen mit dem angrenzenden Esszimmer diente dieser Raum zur formalen Unterhaltung der Gäste. Unter diesen Gästen waren die Premierminister Winston Churchill (Vereinigtes Königreich) und Mackenzie King (Kanada) sowie Mitglieder des europäischen Adels, wie etwa 1939 der König und die Königin des Vereinigten Königreiches, Königin Wilhelmina mit den Prinzessinnen Juliana und Beatrix der Niederlande, Prinz Olaf und Prinzessin Märtha. Eine Sammlung von unterzeichneten Photographien dieser Gäste befindet sich im Musikzimmer auf dem Piano.

### Schlafzimmer von Eleanor und Franklin D. Roosevelt
Bei der Erweiterung des Hauses wurde 1915 in einem der Seitenflügel eine Suite für Eleanor und Franklin D. Roosevelt eingerichtet. Ursprünglich gehörten zu diesen Räumen ein Sitzungszimmer und zwei Ankleideräume; nachdem Franklin D. Roosevelt 1921 an Kinderlähmung erkrankte, wurde eines der Ankleidezimmer in ein Schlafzimmer für seine Frau Eleanor und das Sitzungszimmer in ein Schlafzimmer für seine Mutter Sara umgewandelt.

### Snuggery
Dieses Zimmer, die gemütliche Stube, wurde von Sara Roosevelt genutzt, um ihren Tag zu beginnen und den Haushalt zu führen. In der heutigen Form entstand das Zimmer bei den umfangreichen Bauarbeiten von 1915 durch die Teilung des alten südlichen Salons in eine Galerie und die Snuggery. Ein Großteil der alten Saloneinrichtung wurde in das kleinere Zimmer übernommen.